# غيرلز الآود
غيرلز الاود أو  ثرثرات  فرقة فتيات بوب إنجليزية - إيرلندية مقرها في لندن، تم إنشاؤها من خلال عرض قناة ITV1 برنامج المواهب بوب ستار: المتنافسون في عام 2002, ويتألف الفريق من شيريل كول، نادين كويل، سارة هاردينغ، نيكولا روبرتس وكيمبرلي والش .

## روابط خارجية
- غيرلز الآود على موقع IMDb (الإنجليزية)
- غيرلز الآود على موقع ميتاكريتيك (الإنجليزية)
- غيرلز الآود على موقع ميوزك برينز (الإنجليزية)
- غيرلز الآود على موقع أول ميوزيك (الإنجليزية)
- غيرلز الآود على موقع ديسكوغز (الإنجليزية)